# Задорожний Андрій
Андрі́й Задоро́жний («Карат»; 1924 (1925?), с. Глібів Гусятинського р-ну Тернопільської обл. — 25.08.1946, біля с. Дарахів Теребовлянського р-ну Тернопільської обл.) — Лицар Бронзового хреста заслуги УПА.

## Життєпис
Освіта — середня: навчався у Тернопільській гімназії «Рідна Школа» (1938—1939). Ймовірно, у 1944 р. закінчив підстаршинську школу УПА. Співробітник референтури СБ Подільського крайового проводу ОУН (1945), заступник референта СБ Чортківсько-Бережанського окружного проводу ОУН (1945—1946). Ймовірно, у 1946 р. скерований для організаційної роботи на терени Кам'янець-Подільської округи ОУН.

## Нагороди
- Згідно з Наказом військового штабу воєнної округи 3 «Лисоня» ч. 1/48 від 12.06.1948 р. заступник референта СБ Чортківсько-Бережанського окружного проводу ОУН Андрій Задорожний — «Карат» «за віддану працю в СБ» нагороджений Бронзовим хрестом заслуги УПА.